# Dipodomys stephensi
Dipodomys stephensi — вид гризунів родини Heteromyidae. Це ендемік регіону Південної Каліфорнії Сполучених Штатів, переважно в західному окрузі Ріверсайд. Вид названий на честь американського зоолога Френка Стівенса (1849–1937).
Природним середовищем існування Dipodomys stephensi є малорослі луки помірного клімату.

## Морфологічна характеристика
Він середнього розміру для свого роду із загальною довжиною від 277 до 300 мм і середньою вагою 67,26 г. Довжина його хвоста становить від 164 до 180 мм, що приблизно в 1,45 рази перевищує довжину тіла. Забарвлення описується як двоколірне з темно-коричневим на спині та білим на череві.